# Dia mundial contra el càncer
El  Dia Mundial contra el Càncer se celebra cada 4 de febrer.
| «                                  | El càncer és una de les principals causes de mort a tot el món, el 2008 va causar 7,6 milions de defuncions (aproximadament un 13% del total). Cada 4 de febrer, l'OMS dona suport a la Unió Internacional contra el Càncer i promou mitjans per alleujar la càrrega mundial de la malaltia. La prevenció del càncer i l'augment de la qualitat de vida dels malalts són temes recurrents. | » |
| — Organització Mundial de la Salut | |   |

## Temes del Dia Mundial contra el Càncer
- 2008: Donar als nens i joves un ambient lliure de fum.
- 2009: Fomentar un estil de vida energia-equilibrada basat en una dieta sana i activitat física.
- 2010: Més informació sobre les vacunes contra els virus que causen càncer (per exemple, vacunes contra el VPH).
- 2011: Ensenyar als nens i adolescents evitar els raigs UV per fer una exposició al "sol intel·ligent".
- 2012: Junts és possible.
- 2013: Càncer - Sabia vostè?.

## Dades i xifres sobre el càncer
| 10 dades sobre el càncer | 10 dades sobre el càncer |
| ------------------------ | --- |
| 1                        | Hi ha més de cent tipus de càncer, qualsevol part de l'organisme es pot veure afectada. |
| 2                        | El 2008 van morir de càncer 7,6 milions de persones, el que suposa el 13% de totes les defuncions registrades al món. |
| 3                        | Més del 70% de les morts per càncer es produeixen en països d'ingressos baixos i mitjans. |
| 4                        | Afegir a escala mundial, els cinc tipus de càncer més comuns en l'home són, per ordre de freqüència, els de pulmó, estómac, fetge, còlon/recte i esòfag. |
| 5                        | Afegir a nivell mundial, els cinc tipus de càncer més comuns en la dona són, per ordre de freqüència, els de mama, pulmó, estómac, còlon/recte i coll de l'úter. En molts països en desenvolupament, el càncer cervicouterí és el càncer més comú.                                                                       |
| 6                        | El consum de tabac és la principal causa previsible de càncer al món, i explica el 22% de les defuncions per aquesta malaltia. |
| 7                        | La cinquena part de tots els càncers registrats a escala mundial es deuen a una infecció crònica, per exemple, el papil·lomavirus humà (PVH) causa càncer del coll uterí, i el virus de l'hepatitis B (VHB) causa càncer hepàtic.                                                                                        |
| 8                        | Els càncers de més impacte en la salut pública, com els de mama, coll de l'úter i còlon/recte, es poden curar si es detecten precoçment i es tracten adequadament. |
| 9                        | Aplicant els coneixements disponibles sobre el control de dolor i les cures pal·liatives es podria mitigar el sofriment dels pacients. |
| 10                       | Més del 30% dels càncers es podrien prevenir, principalment evitant el tabac, prenent aliments sans, realitzant alguna activitat física i moderant el consum d'alcohol. En els països en desenvolupament, fins a un 20% de les defuncions per càncer es podrien prevenir mitjançant la vacunació contra el VHB i el PVH. |